# Strontium 90 (brano musicale)
Strontium 90 è una canzone scritta da Fred Dallas e registrata dal vivo nel 1959,  basata sui versi dell'omonima poesia che il poeta turco Nazım Hikmet aveva scritto il 6 Marzo del 1958.
Maria Monti aveva pubblicato una versione, tradotta in italiano da Rudy Assuntino, con il titolo Stronzio 90.

## La storia e il testo
Il titolo è riferito allo Stronzio-90 che è un isotopo radioattivo dello stronzio prodotto dalla fissione nucleare dell'uranio.

## Incisioni ed interpretazioni
- Fred & Betty Dallas with Ron Fielder, nell'album Songs Against the Bomb
- Maria Monti nell'album Le canzoni del no (1964)